# Контактний комітет
Конта́ктний коміте́т (Комітет контакту) — конспіративні зустрічі представників провідних українських партій та організацій Галичини. Створений восени 1937 року у Львові та проіснував до 1939. Мав на меті обговорення найактуальніших суспільно-політичних питань. 
До Контактного Комітету входили:
- від опозиції УНДО (т. зв. група «Діла») Дмитро Левицький і В. Кузьмович;
- від Фронту Національної Єдности Дмитро Паліїв і С. Волинець;
- від УСРП Матвій Стахів та І. Костюк;
- від Союзу Українок (згодом Дружина Княгині Ольги) Мілена Рудницька і О. Шепаровичева;
- від УСДП В. Старосольский;
- від групи «Нової Зорі» Осип Назарук.

Хоча Контактний комітет був конспіративний і не виступав відкрито, але його постанови виконували солідарно всі представлені в комітеті групи та їх преса.